# Departament de Durazno
Durazno (en castellà i oficialment Departamento de Durazno) és un departament de l'Uruguai. La seva capital és la ciutat homònima. Ubicat en el centre del territori, limita al nord amb el departament de Tacuarembó, a l'est amb el de Cerro Largo, al sud-est amb el de Treinta y Tres, al sud amb el de Florida, al sud-oest amb el de Flores i al nord-oest amb el de Río Negro.
Amb una superfície d'11.643 km², és el sisè departament més gran del país. Va ser creat per decret del parlament el 1830, per la qual cosa és un dels nou departaments originals de l'Uruguai. A més a més, els seus límits no han estat alterats al llarg del temps. La capital departamental és la ciutat de Durazno – situada 183 km al nord de Montevideo–, amb una població de 30.529 habitants (2004).
El 2002, ocupava la sisena posició dins de l'Uruguai pel que fa a l'Índex de Desenvolupament Humà, amb 0,762 punts, una xifra comparable amb la de països com Croàcia. També, segons les dades del cens del 2004, Durazno tenia 58.859 habitants, essent, per tant, un dels quatre departaments menys poblats de l'Uruguai.
Els actuals símbols de Durazno – la bandera i l'escut d'armes – representen l'energia elèctrica, la llum i l'esperança d'un futur millor. La bandera departamental té divuit estrelles que representen els divuit departaments de l'Uruguai, llevat del departament de Durazno, simbolitzat amb l'estrella central i de major proporció, una representació que fa referència a la posició geogràfica del territori al centre del país, connectant nord i sud, est i oest.

## Història
El 1821 i sota la dominació portuguesa, aquests encomanen el seu aliat Fructuoso Rivera la formació i comandament dels Dracs de la Unió, un cos militar de cavalleria i artilleria amb seu al pas del Durazno sobre la riba del riu Yí. L'octubre del mateix any, en aquest pas – així nomenat per un solitari presseguer (castellà riuplatenc: duraznero) que allà creixia–, es funda la vila de «San Pedro del Durazno» en homenatge al llavors regent del Brasil (encara colònia portuguesa), Pere I. Aquesta va ser la primera denominació de l'avui coneguda ciutat de Durazno. A l'any següent va tenir lloc la creació del departament amb el nom d'«Entre Ríos Yí y Negro», denominació que cap a 1830 es canvia simplement per «Durazno».

## Govern i política
L'actual intendent del departament és Benjamín Irazábal, pertanyent al corrent herrerista del Partit Nacional (conservador), qui durant les darreres eleccions departamentals va obtenir la reelecció amb el 56% dels sufragis, i es va convertir així en el segon intendent de Durazno en ser reelegit, després de Silvestre Octavio Landoni, en la dècada del 50.
Durant les mateixes eleccions municipals de maig de 2005, el Partit Colorado – partit fundacional de l'Uruguai i històric rival del Partit Nacional – va passar a ser la segona minoria; mentre el Front Ampli va registrar la seva millor votació al departament des de la seva creació el 1971 i va obtenir-ne 10 edils: 4 el Partit Socialista, 2 el Moviment de Participació Popular, 2 la Llista 1001 (Partit Comunista - Democràcia d'Avançada), mentre l'Assemblea Uruguai i la Vessant Artiguista, 1 respectivament.
El Partit Nacional va obtenir 19 seients i el Partit Colorado 2.
Per mandat constitucional, l'intendent dura 5 anys en funcions i pot ser reelegit.

## Arquitectura
A la plaça central de Durazno es troba l'Església de Sant Pere de Durazno (San Pedro de Durazno) construïda el segle xix i redissenyada per Eladio Dieste després que el sostre de fusta de la primitiva església s'incendiés el maig de 1967, quedant només la façana i el pòrtic d'entrada.
La reconstrucció es realitzà amb lloses plegades de maó armat i s'inaugura el 1971.
A l'església de Sant Pere es troba un Crist tallat en fusta de taronger per l'artista plàstic Claudio Silveira Silva.

## Geografia

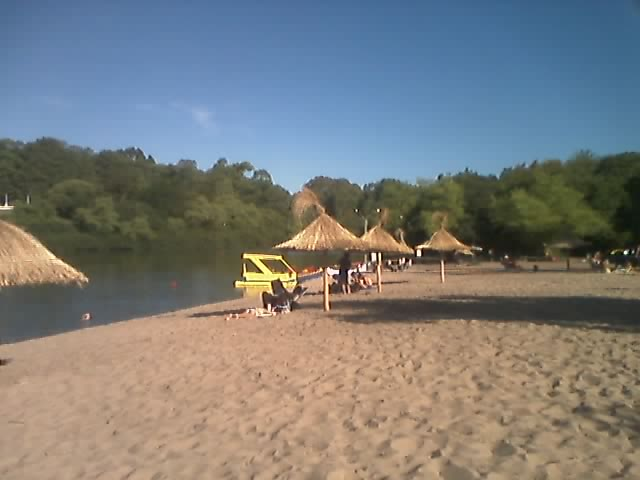
Platja El Sauzal, ciutat de Durazno.

### Principals centres urbans
(Pobles o ciutats amb una població de 1.000 o més persones – dades del cens de l'any 2004, almenys que s'indiqui una data diferent.)
| Localitat        | Població     |
| ---------------- | ------------ |
| Blanquillo       | 1.099 (1996) |
| Carlos Reyles    | 1.089 (1996) |
| Carmen           | 2.275        |
| Durazno          | 30.529       |
| La Paloma        | 1.374 (1996) |
| Santa Bernardina | 1.243 (1996) |
| Sarandí del Yí   | 6.659        |

### Altres llocs d'interès
- Aguas Buenas
- Reynold (Uruguai)
- Mouriño
- Baygorria
- Capilla de Farruco
- Cerrezuelo
- Colonia Rossell y Rius
- El Chaco
- La Alegría
- La Mazamorra
- Las Cañas
- Roja
- Rincón de Cuadra

## Transport
Aquest departament té un aeroport propi, Santa Bernardina, el qual està preparat per ser una alternativa davant possibles casos d'imprevistos per a aterratge d'aeronaus de gran port de vols internacionals.
Durazno també està connectat per importants carreteres nacionals, com la ruta 5 (Montevideo–Rivera).